# Електрохімічне оброблення

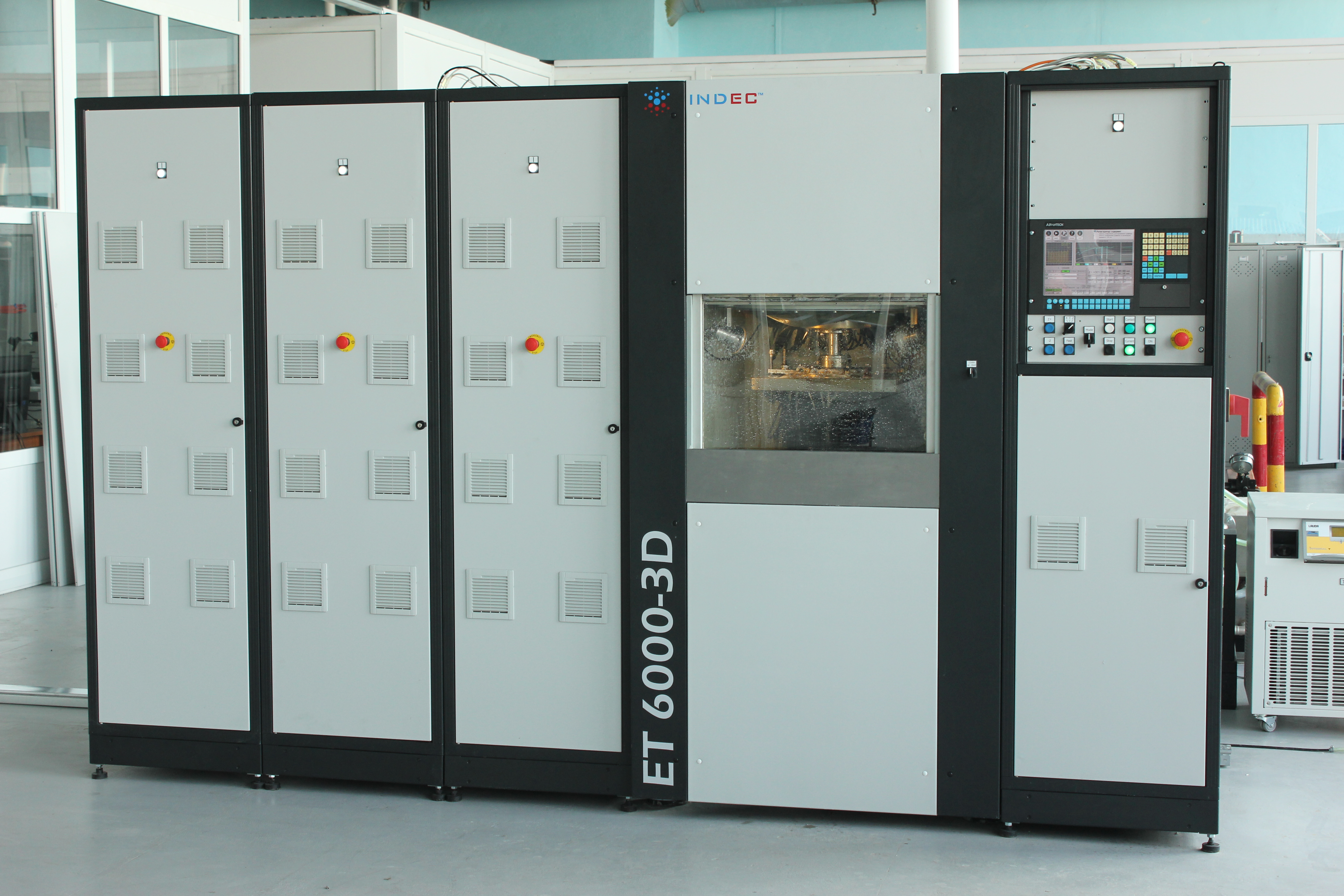
Електрохімічний верстат ЕТ6000-3D

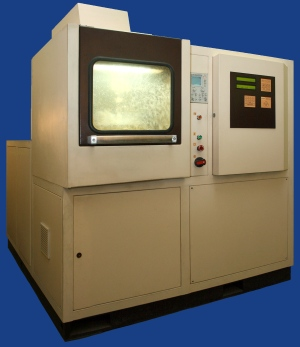
Електрохімічний верстат ЭХФ-А1

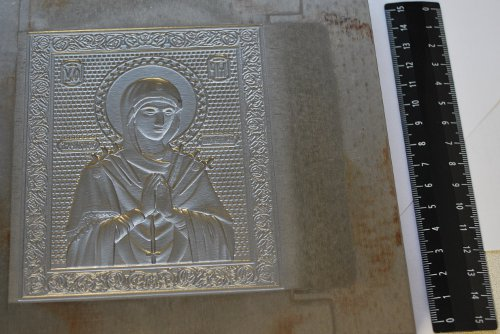
Приклад штампа, виготовленого електрохімічним способом

Електрохімі́чне обро́блення (англ. Electrochemical machining, ECM) — спосіб механічного оброблення електропровідних матеріалів, що полягає у зміні форми, розмірів і (або) шорсткості поверхні заготовки внаслідок анодного розчинення її матеріалу в електроліті під впливом електричного струму.

## Фізико-хімічна сутність методу
Електрохімічне оброблення (ЕХО) базується на явищі локального анодного розчинення металу при електролізі. Один з електродів (заготовка) приєднаний до позитивного полюса джерела живлення і є анодом, а другий (інструмент) — до негативного; останній є катодом. Особливостями електролізу є просторове окислення (розчинення) анода і відновлення (осадження) металу на поверхні катода.
Утворені продукти розчинення (шлам) у вигляді солей або гідроксидів металів віддаляються з поверхні анода (заготовки) або гідравлічним потоком електроліту, або механічним шляхом. При електрохімічному обробленні застосовують такі електроліти, катіони яких не осаджуються при електролізі на поверхні катода. Цим забезпечується основна перевага ЕХО перед електроерозійним обробленням — незмінність форми електрода-інструмента (ЕІ). Як електроліт найчастіше використовуються водні розчини солей NaCl, NaNO3 та Na2SO4. Для інтенсифікації процесу оброблення електроліт підігрівають до 40…80 °C.

## Переваги та недоліки методу
При використанні електрохімічних методів силовий вплив інструмента на матеріал оброблюваної заготовки практично відсутній, тому механічні властивості матеріалу істотного впливу на процес обробки не роблять.
Найефективніше обробляти електрохімічними методами високолеговані жароміцні і нержавкі сталі, тверді сплави, титанові та магнієві сплави, напівпровідникові та інші важкооброблювані матеріали.
Процеси електрохімічної обробки застосовуються в основному для формозміни складних поверхонь кувальних штампів, прес-форм, лопаток турбін та компресорів; для обробки і прошивання отворів та порожнин довільної форми, для відрізання заготовок електродом-диском і для інших операцій.
Однією з переваг електрохімічної обробки є можливість її поєднання з іншими процесами та створення на цій основі суміщених (комбінованих) методів обробки. Найбільшого поширення з цих методів отримала анодно-механічне і електроабразивне оброблення, коли видалення продуктів анодного розчинення забезпечується головним чином механічним впливом електрода-інструменту. Це поєднання дозволяє збільшувати продуктивність обробки до 20 разів, не знижуючи якості обробки.
До недоліків електрохімічних процесів слід віднести порівняно низьку точність обробки і необхідність надійного антикорозійного захисту елементів електрохімічних верстатів. Крім того, всі електрохімічні процеси відрізняються високою енергоємністю в порівнянні з обробкою різанням на металорізальних верстатах.
Загалом електрохімічна обробка має високу продуктивність та економічність, дозволяє знизити трудомісткість виготовлення деталей у порівнянні з традиційними механічними методами обробки.  Вона все більше витісняє механічну обробку в операціях по оздобленню деталей у крупносерійному та масовому виробництві.

## Класифікація
Основними різновидами електрохімічного оброблення є.
За метою обробки:
- електрохімічне поверхневе оброблення (електрохімічні: шліфування, полірування, доведення тощо)[2];
- електрохімічне розмірне оброблення (електрохімічні: об'ємне копіювання, прошивання, калібрування, точіння, видалення задирок, маркування тощо)[2].

За принципом реалізації:
- анодно-механічне оброблення — вид електрохімічного оброблення у рідкому середовищі, при якому відбувається розчинення матеріалу заготовки під дією електричного струму з утворенням на поверхні обробки окисних плівок та їх видалення механічною дією;
- катодне оброблення (катодне відновлення металу) — електрохімічний спосіб одержання металевого покриття на металі, який використовується як катод.

### Електрохімічне поверхневе оброблення
Електрохімічне полірування ведуть у ваннах, заповнених електролітом. Форма катода визначається формою оброблюваної деталі. Ділянки, які не підлягають обробці, ізолюються захисними покриттями. При обробці використовують постійний струм під напругою 6…12 В.
При подачі напруги на електроди починається розчинення поверхні заготовки-анода. Розчинення відбувається головним чином на виступах мікронерівностей поверхні внаслідок більшої густини струму на їх вершинах. В результаті виборчого розчинення, тобто розчинення виступів, відбувається згладжування мікронерівностей оброблюваної поверхні. При цьому поверхня немов би вирівнюється і зменшується параметр шорсткості до Ra = 0,8 … 0,2 мкм.

### Електрохімічне розмірне оброблення
Найбільшого поширення набуло електрохімічне розмірне оброблення профільованим електродом (об'ємне копіювання). Робоча частина інструмента являє собою профіль зворотний до профілю деталі. При зближенні електродів поверхня анода (заготовки) починає розчинятися і копіювати поверхню катода (інструменту). Залежно від складності і розмірів профілю точність обробки становить 0,1…0,5 мм. Вона залежить головним чином від міжелектродного зазору, електричної напруги, швидкості циркуляції електроліту, його температури та інших факторів. Зі зменшенням відстані між електродами інтенсивність анодного розчинення збільшується. Підбираючи електроліт електрохімічними методами можна обробляти практично будь-які струмопровідні матеріали, досягаючи при цьому високої якості оброблюваної поверхні. При цьому одночасно обробляється вся поверхня заготовки, яка знаходиться під активним впливом катода, що забезпечує високу продуктивність процесу. Швидкість знімання металу становить зазвичай 0,1…1,2 мм/хв.

### Анодно-механічне оброблення
Анодно-механічне оброблення — вид електрохімічного оброблення у рідкому середовищі, при якому відбувається розчинення матеріалу заготовки під дією електричного струму з утворенням на поверхні обробки окисних плівок та їх видалення механічною дією.
При анодно-механічному розрізанні як інструмент-катод зазвичай використовують сталеві або чавунні диски товщиною 0,5…5 мм. Заготовці та інструменту (диску) надаються такі ж рухи, як і при звичайних методах механічної обробки різанням. В зону обробки неперервним струменем подають електроліт. Колова швидкість диска становить 5…25 м/с. Зазор між диском і заготовкою не перевищує 0,05 мм.
Анодно-механічним способом можна обробляти заготовки з усіх струмопровідних матеріалів, високоміцних і важко оброблюваних металів і сплавів, в'язких матеріалів.
Експлуатація установок для електрохімічної обробки передбачає наявність інтенсивної вентиляційної системи для видалення газоподібних продуктів процесу.
Анодну електрохімічну обробку застосовують до матеріалів, що важко піддаються обробці різанням. Тому він придатний для обробки тонкостінних деталей, які легко деформуються при механічній обробці та деталей із крихкого матеріалу. У той же час недоліком є низька локалізація процесу знімання металу й розчинення металу не тільки в призначеній зоні, а й у прилеглих ділянках поверхні.

### Катодне електрохімічне оброблення
Катодна електрохімічна обробка характеризується процесом протікання електричного струму в електрохімічній системі, при цьому іони металу з розчину виділяються на катоді (ним є форма). Після утворення на формі шару металу необхідної товщини копію відділяють від форми і отримують деталь з високою точністю відтворення геометричної форми та копіюванням рельєфу поверхні.